# لتحي كرطاقو (فلم)
لِتَحْيَ كَرْطَاڤُو (بالفرنسية: Les naufragés de Carthage) أول فيلم رسوم متحركة تونسي من إخراج عبد القادر بالهادي وإنتاج أحمد بهاء الدين عطية (سينيتيليفيلم) بالتعاون مع شركة الضفة الأخرى للإنتاج الفرنسية التابعة لعبد القادر بالهادي، أصدر عام 2006. ترجم الفيلم إلى الفرنسية والإنجليزية والإيطالية. بدأ العمل عليه عام 2000 بتكوين الرسامين، وهو ما دام 3 سنوات، ثم 3 سنوات إضافية لرسم كافة لوحات الفيلم.

## قصة الفيلم
تدور أحداث الفيلم في أواخر حقبة هيمنة قرطاج على حوض البحر الأبيض المتوسط، وبالتحديد عام 146 ق.م.، عندما تعرضت قرطاج لهجمات عنيفة من القوات الرومانية، وهو ما يدفع بشخصيات الفيلم إلى ركوب عباب البحر لاكتشاف تاريخ قرطاج وحضارات البحر الأبيض المتوسط الأخرى، مستقلين سفينتهم كَرْطَاڤُو (من اللاتينية: Carthago، أي قرطاج)، وهي سفينة لها قدرات خارقة تمكنها من السفر عبر الأزمنة.
الشخصية الرئيسية في الفيلم هي صدّيق، وهو طفل يبلغ من العمر عشرة سنين، يرافقه غادة وكوثر وحمارهم حمّور.